# Hoploscopa parvimacula
Hoploscopa parvimacula is een vlinder uit de familie van de grasmotten (Crambidae), uit de onderfamilie van de Hoploscopinae. De wetenschappelijke naam van deze soort is voor het eerst gepubliceerd in 2020 door Théo Léger en Matthias Nuss.
De voorvleugellengte varieert van 9 tot 10 millimeter.
De soort komt voor op de Gunung Kinabalu in Borneo (Sabah) tussen 1550 en 1950 meter hoogte.